# Lanquín

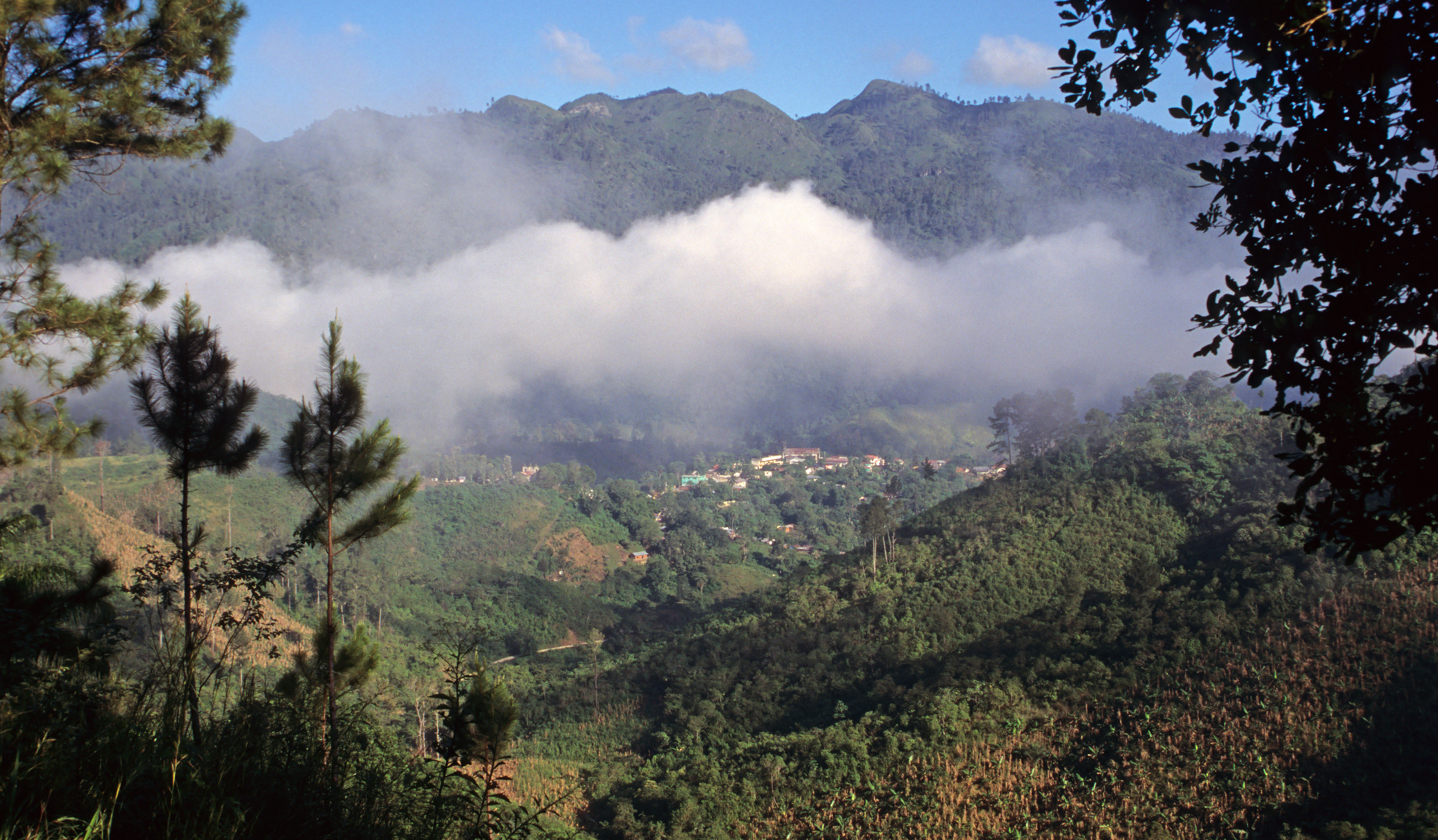
Blick auf Lanquín

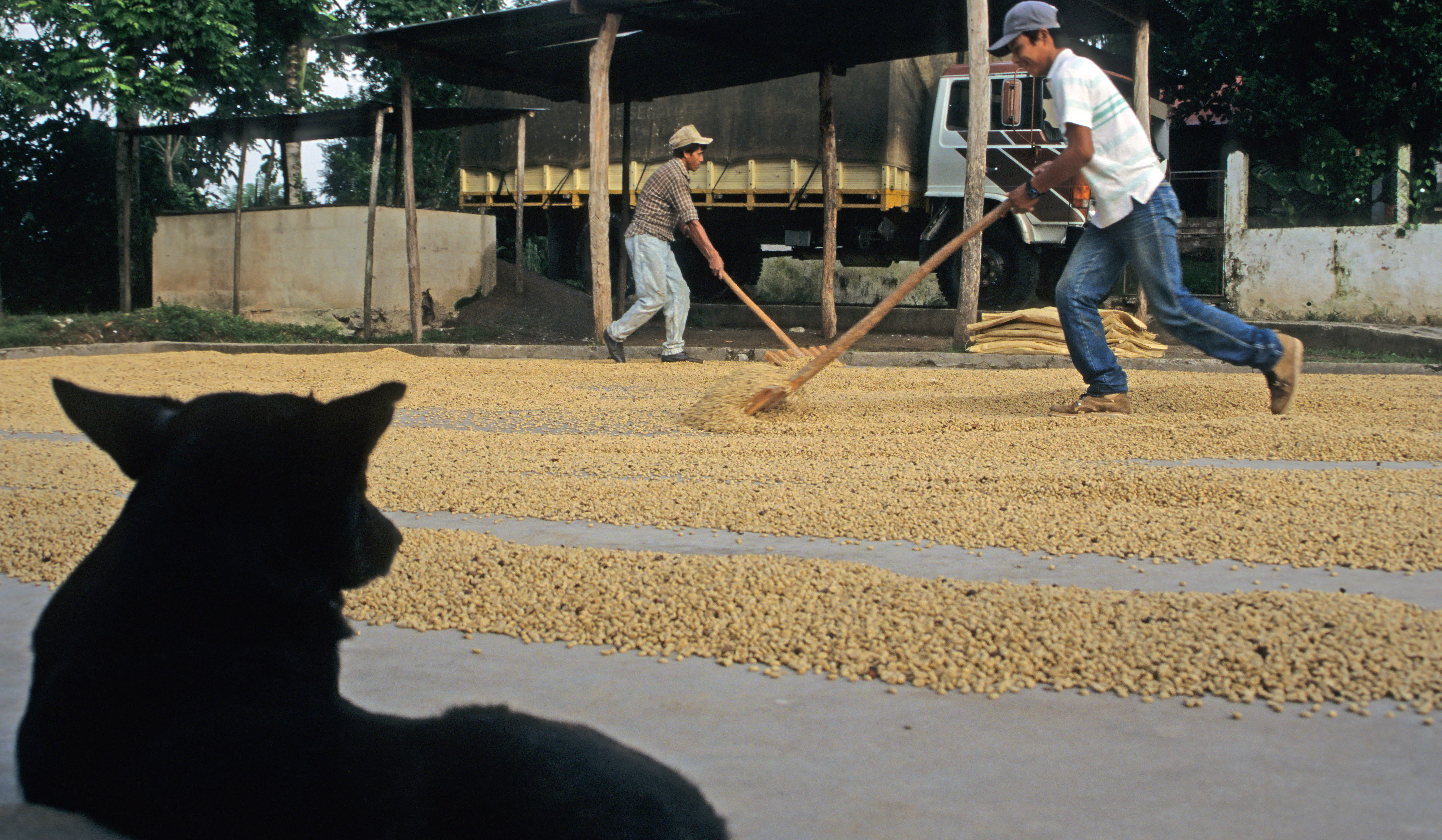
Frisch geernteter Kaffee trocknet in der Sonne in Lanquín, Guatemala

Lanquín (auch San Agustín Lanquín) ist ein Ort in Guatemala und Verwaltungssitz der gleichnamigen Großgemeinde (Municipio) im Departamento Alta Verapaz. In dem 208 km² großen Municipio leben rund 20.000 Menschen, in Lanquín etwa 2.000.

## Geografie
Lanquín liegt am östlichen Fuß des Berglandes von Alta Verapaz auf etwa 400 m Höhe. Geprägt wird das Land vom Tal der Flüsse Río Lanquín und Río Cahabón und ihrer kleineren Zuflüsse. Im Unterschied zum weiter westlich gelegenen Hochland ist das Klima hier bereits vom tropischen Tiefland Izabals geprägt.
Lanquín grenzt im Südwesten, Westen und Nordwesten an die Gemeinde San Pedro Carchá, im Nordosten und Osten an Santa María Cahabón und im Südosten an Senahú.

## Bevölkerung
Die Bevölkerung gehört zu 95 Prozent zur Maya-Volksgruppe Kekchí, der Rest sind Ladinos. Das Municipio umfasst 53 Landgemeinden („Aldeas“).

## Geschichte
Lanquín wurde am 28. August 1542 von Dominikanern an Stelle einer älteren Kekchí-Siedlung namens Lamquim („Stohdorf“) gegründet. Bis 1550 entstand die erste, dem Heiligen Augustin geweihte Kirche, die jedoch kurz darauf einem Brand zum Opfer fiel. Mit dem Bau einer neuen Kirche im spanischen Kolonialstil wurde 1574 begonnen. Große Teile dieser Kirche wurden 1810 durch ein Erdbeben zerstört. 1843 wurde Lanquín zum Municipio erhoben, 1956 wegen seiner Sehenswürdigkeiten zum Nationalpark, 1970 zum Nationalmonument und 1997 zum Kulturdenkmal.

## Sehenswürdigkeiten
2 km westlich von Lanquín liegt ein gigantisches Höhlensystem (Grutas de Lanquín), dessen Ausdehnung sich auf mehr als 100 km beläuft. Hier entspringt der Río Lanquín, der einige Kilometer weiter, bei Los Encuentros, in den Río Cahabón mündet. Die berüchtigten Rafting-Fahrten auf dem Cahabón beginnen im Allgemeinen bei Lanquín. 11 km südlich des Ortes liegt die Touristenattraktion Semuc Champey.

## Wirtschaft und Verkehr
Lanquín liegt etwa 63 km ostnordöstlich von Cobán, der Hauptstadt von Alta Verapaz. Von dort aus ist es über die bis Pajal asphaltierte Nationalstraße 5 über San Pedro Carchá und Pajal zu erreichen. In Pajal zweigt rechts eine steil abfallende Nebenstrecke nach Lanquín ab. Der Ort profitiert vom Tourismus. Von großer Bedeutung ist die Landwirtschaft.